# Новое Муратово
Но́вое Мура́тово (чув. Ҫӗнӗ Вӗренер) — деревня Урмарского района Чувашской Республики Российской Федерации. В рамках организации местного самоуправления входит с 2023 года в Урмарский муниципальный округ, до 2023 года — в составе Тегешенского сельского поселения. Население 127 человек (2015), преимущественно чуваши.

## География
Расположен в северо-восточной части региона, в пределах Чувашского плато, на расстоянии 76 км от Чебоксар, 11 км до райцентра Урмары.

### Климат
В деревне, как и во всём районе, климат умеренно континентальный с продолжительной холодной зимой и довольно тёплым сухим летом. Средняя температура января −13 °C; средняя температура июля 18,7 °C. За год выпадает в среднем 400 мм осадков, преимущественно в тёплый период. Территория относится к I агроклиматическому району Чувашии и характеризуется высокой теплообеспеченностью вегетационного периода: сумма температур выше +10˚С составляет здесь 2100—2200˚.

## История
Деревня является выселком деревни Старое Муратово. Население деревни до 1866 года составляли государственные крестьяне, которые занимались земледелием и животноводством. В 1883 году в деревне открыта школа Братства святого Гурия. В начале XX века действовали ветряная и крупообдирочная мельницы, в 1920 годах — кожевенное производство. В 1933 образован колхоз «Красный Мурат».

### Административно-территориальная принадлежность
Входила (с 2004 до 2022 гг.) в состав Тегешенского сельского поселения муниципального района Урмарский район.
К 1 января 2023 года обе муниципальные единицы упраздняются и деревня входит в Урмарский муниципальный округ.

## Население
| 2010 | 2012 | 2015 |
| ---- | ---- | ---- |
| 139  | ↗140 | ↘127 |

## Известные уроженцы, жители
- Гаврилов, Виталий Васильевич (р. 22.2.1959, д. Новое Муратово) — спортсмен. Мастер спорта СССР по велоспорту и по велокроссу (1979), восьмикратный чемпион России (1979-84), шестикратный чемпион СССР (1978-84)[8]
- Иванов, Иван Михайлович (р. 9.5.1960, д. Новое Муратово) — спортсмен. Мастер спорта (1978) и мастер спорта СССР международного класса (1987) по велосипедному спорту. Чемпион СССР (1982) и серебряный призёр Кубка СССР (1985) по велогонкам[9].

## Инфраструктура
Личное подсобное хозяйство. Основа экономики — сельское хозяйство 

## Транспорт
Деревня доступна автотранспортом.